# Svetlje
Sfeçël en albanais et Svetlje en serbe latin (en serbe cyrillique : Светље) est une localité du Kosovo située dans la commune/municipalité de Podujevë/Podujevo, district de Pristina (Kosovo) ou district de Kosovo (Serbie). Selon le recensement kosovar de 2011, elle compte 1 739 habitants, dont 1 735 Albanais.

## Démographie

### Évolution historique de la population dans la localité
| 1948 | 1953 | 1961 | 1971  | 1981  | 1991  | 2011  |
| ---- | ---- | ---- | ----- | ----- | ----- | ----- |
| 765  | 812  | 954  | 1 206 | 1 522 | 1 790 | 1 739 |

|  |